# Георги Гелев
Георги Иванов Гелев е български духовник и революционер, деец на Вътрешната македоно-одринска революционна организация.

## Биография
Гелев е роден в 1876 година във воденското село Острово, тогава в Османската империя. Присъединява се към ВМОРО. Четник е при войводите Константин Настев, Лазар Родевчето, Радон Тодев и Караташо. В 1909 година е ръкоположен за свещеник.